# ジョン・ゴールズワージー

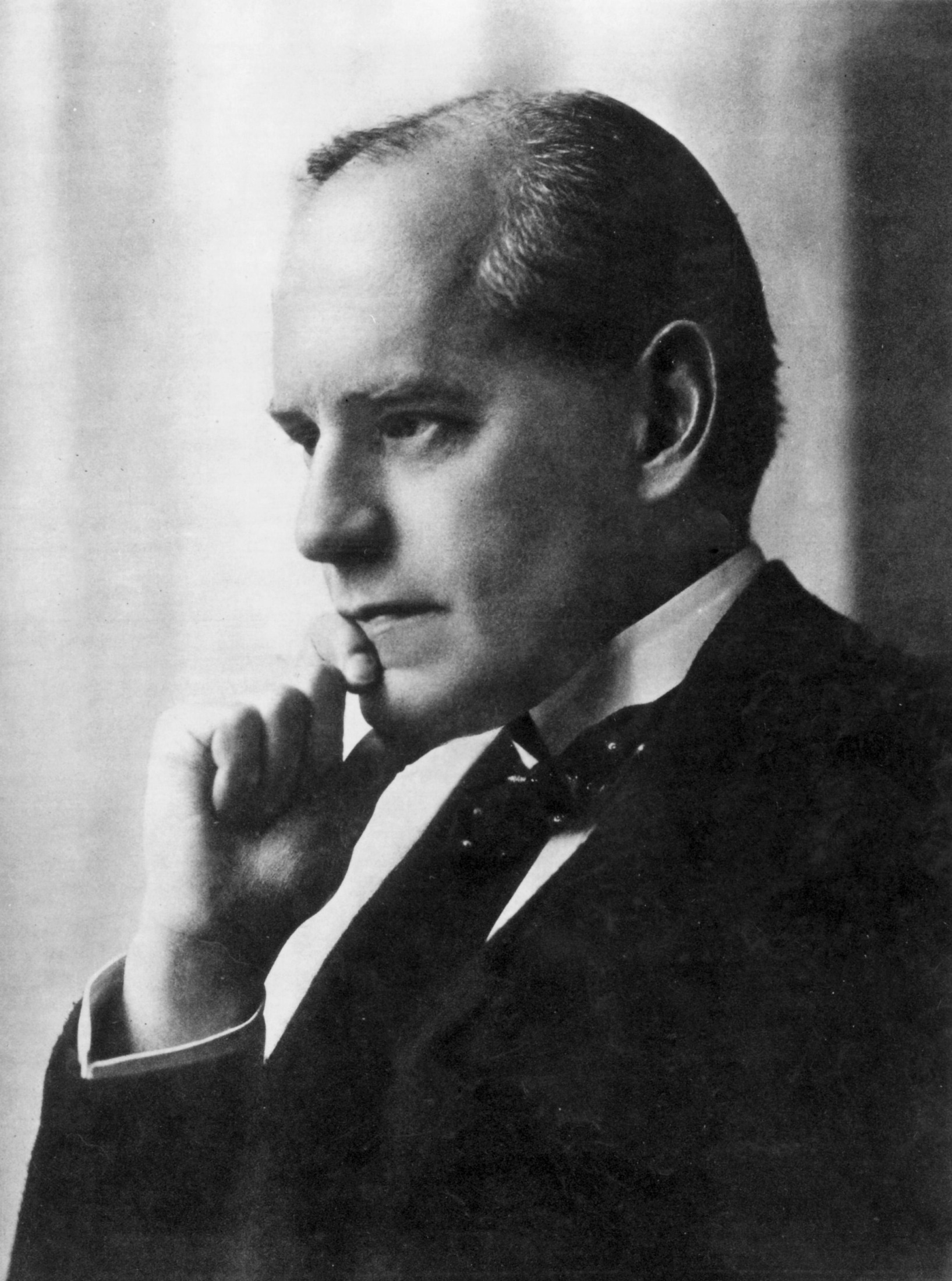
ジョン・ゴールズワージー

ジョン・ゴールズワージー（英語:John Galsworthy、1867年8月14日 - 1933年1月31日）は、イギリス（イングランド）のサリー州（現ロンドン市キングストン・アポン・テムズ王立特別区）出身の小説家、劇作家。
日本では『林檎の樹』の著作で知られ、世界的には1906年から1921年の間に書かれた『フォーサイト物語』の作者として知られている。また、1921年に国際ペンクラブが発足すると、1923年から1933年にかけてその初代会長を務め、1932年にはラドヤード・キップリングに次いで、イギリス人として2人目となるノーベル文学賞を受賞したことで名高い。
生まれ故郷であるキングストン・アポン・テムズにあるキングストン大学にはゴールズワージーの名前を冠した建物が所在する。

## 生涯
1867年8月14日、イングランドサリー州のキングストン・アポン・テムズに、弁護士として生計を立てていた父ジョンと、母ブランシュ・ベイリー（Blanche Bailey）の裕福な家庭に生まれる。
ハーロー校の後にオックスフォード大学で学ぶ。はじめは弁護士になるつもりだったが、法律にあまり興味が持てず、家業の船舶業を手伝いながら世界を旅する。この時期にオーストラリアのアデレードでジョゼフ・コンラッドと出会っている。

## 主な作品

### 小説
- 『資産家』“The Man of Property”（1906年）
- 『林檎の樹』“The Apple Tree”（1916年）
  - 林檎の木 井上義正訳 弘文堂書房、1940
  - 林檎の樹 渡辺万里訳 新潮文庫 1953
  - 林檎の木 三浦新市訳 角川文庫 1956
  - 林檎の木・小春日和 守屋陽一訳 旺文社文庫 1968　のち集英社文庫　
  - りんごの木・人生の小春日和 河野一郎訳 岩波文庫 1986.12
  - 林檎の樹 法村里絵訳 新潮文庫 2017.12
- 『裁判沙汰』“In Chancery”（1920年）
- 『貸家』“To Let”（1921年）
- 『フォーサイト・サガ』“The Forsyte Saga”（1922年）

この作品は、過去の短編や長編を集め、『フォーサイト・サガ』の題名で発表されたものである。収録作品は以下の通り。
- 『資産家』“The Man of Property”（1906年）
  - フオサイト家物語 第1 物慾の人 ヂョン・ゴオルズワーヂー 小稲義男、小栗敬三,沢崎九二三訳 四条書房、1935　のち本の友社より復刊　
  - フオサイト家物語 第2巻 裁判沙汰 第3巻 貸家 小稲義男等訳 三学書房、1940
- 財産家 フォーサイト家の物語 臼田昭訳 国書刊行会 1988.7

- 『フォーサイトの小春日和』“Indian Summer of Forsyte”（1918年）
  - 人生の小春日和 富永和子訳 小学館 2005.12
- 『目覚め』“The Awakening”（1920年）
- 『現代喜劇』“The Modern Comedy”（1929年）

こちらも『フォーサイト・サガ』同様の長・短編集である。
- フォーサイト家物語 全3巻 臼田昭,石田英二,井上宗次訳  角川文庫 1961-62

- 『白猿』“The White Monkey”（1924年）
- 『銀の匙』“The Silver Spoon”（1926年）
- 『白鳥の歌』“Swan Song”（1928年）

### 戯曲
- 『銀の箱』“The Silver Box”（1906年）
- 『闘争』“Strife”（1909年）
  - 争闘 ジョン・ゴルスウオーシイ 和気律次郎訳 叢文閣、1920
  - 争闘　ゴールズワージ 石田幸太郎訳 岩波文庫、1934
- 『正義』“Justice”（1910年）
- 社会劇全集 仲木貞一等訳 天佑社、1921
- 暗い花 ゴルスウァージー  木蘇穀訳 新潮社 1923.3
- 近代劇全集 第40巻 第一書房、1930 銀の筐、正しき裁き、いがみあひ(沢村寅二郎訳)

## 邦訳
- 囚徒 ゴルスワシイ 大谷繞石訳 大日本図書、1914
- 法律の轍 ゴオルスワアジー 菊池寛訳 春陽堂、1921
- 勝利者と敗北者 ジヨン・ゴルズワージー 山田松太郎訳 新潮社、1924
- 鳩 ジヨン・ゴールスウオージー  市川又彦訳 アルス、1924
- 静寂の宿 ゴールズワアジイ 本多顕彰訳 岩波文庫、1933
- 吾等がために踊れ ゴールズワージ 龍口直太郎訳 岩波文庫、1937
- 或る女の半生 小川和夫訳 河出書房 1951
- ゴールズワージー短篇集 増谷外世嗣訳 新潮文庫、1956
- サンタルチア・踊ってみせて 菊池武一,石井康一訳 英宝社 1957
- 騎士・黒い花 井上宗次,西台美智雄訳 英宝社 1966